# Strada Brăilei
Strada Brăilei este una dintre cele mai importante, lungi și aglomerate străzi din Municipiul Galați.

## Descriere
Aceasta începe de la fosta Piața Regală și ajunge până la Stația de Sortare a deșeurilor Tirighina/Borcan.

## Monumente istorice și clădiri
- Școala tip „Spiru Haret”, azi Școala Normală „Costache Negri” (1898-1900); Str. Brăilei 134, GL-II-m-B-03004
- Basorelieful „Concertul” (1969); Str. Brăilei 134, GL-III-m-B-03125
- Bustul lui Nicolae Longinescu (1936); Str. Brăilei 134, GL-III-m-B-03126.

## Galerie de imagini

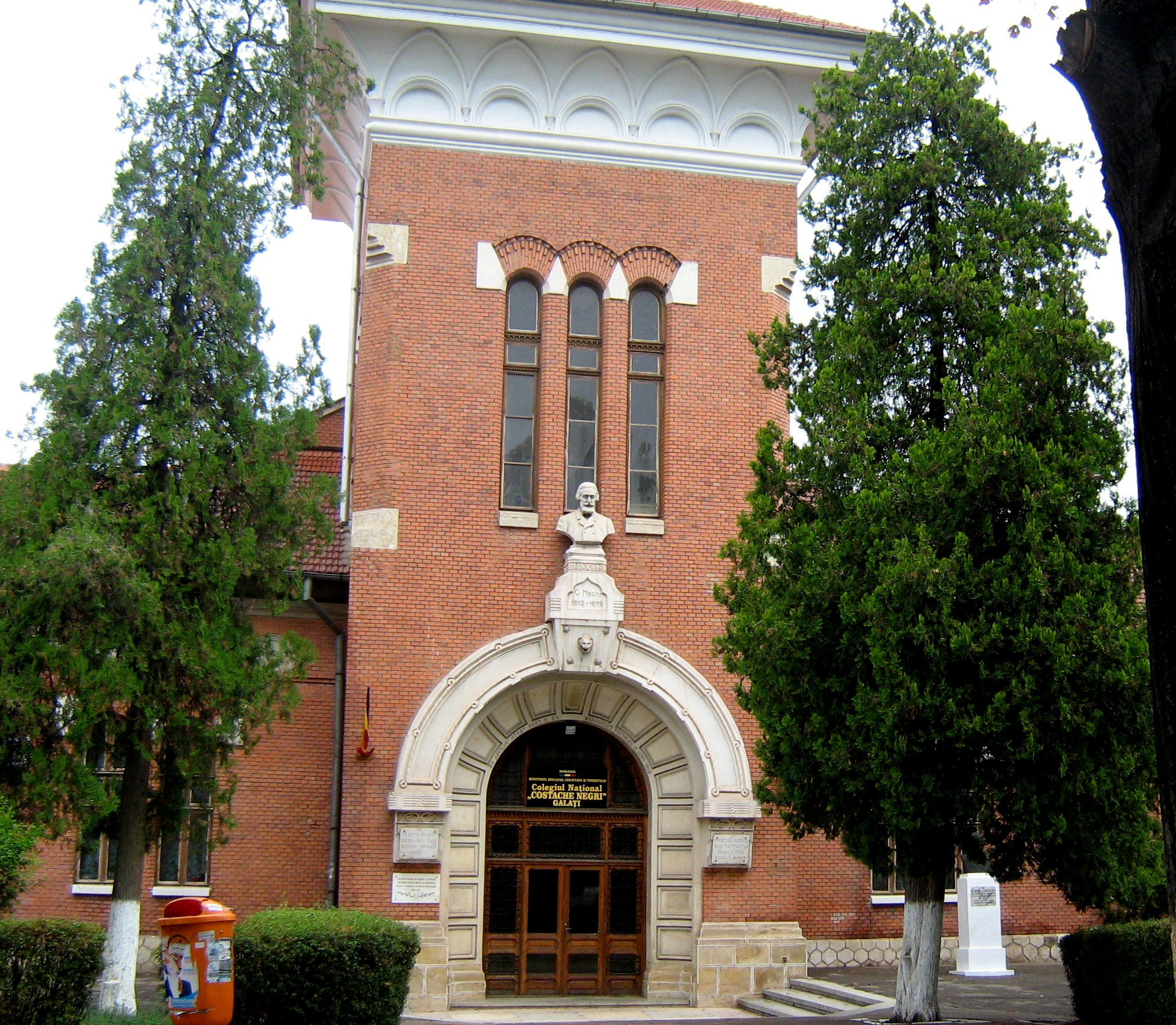
Școala Normală „Costache Negri”
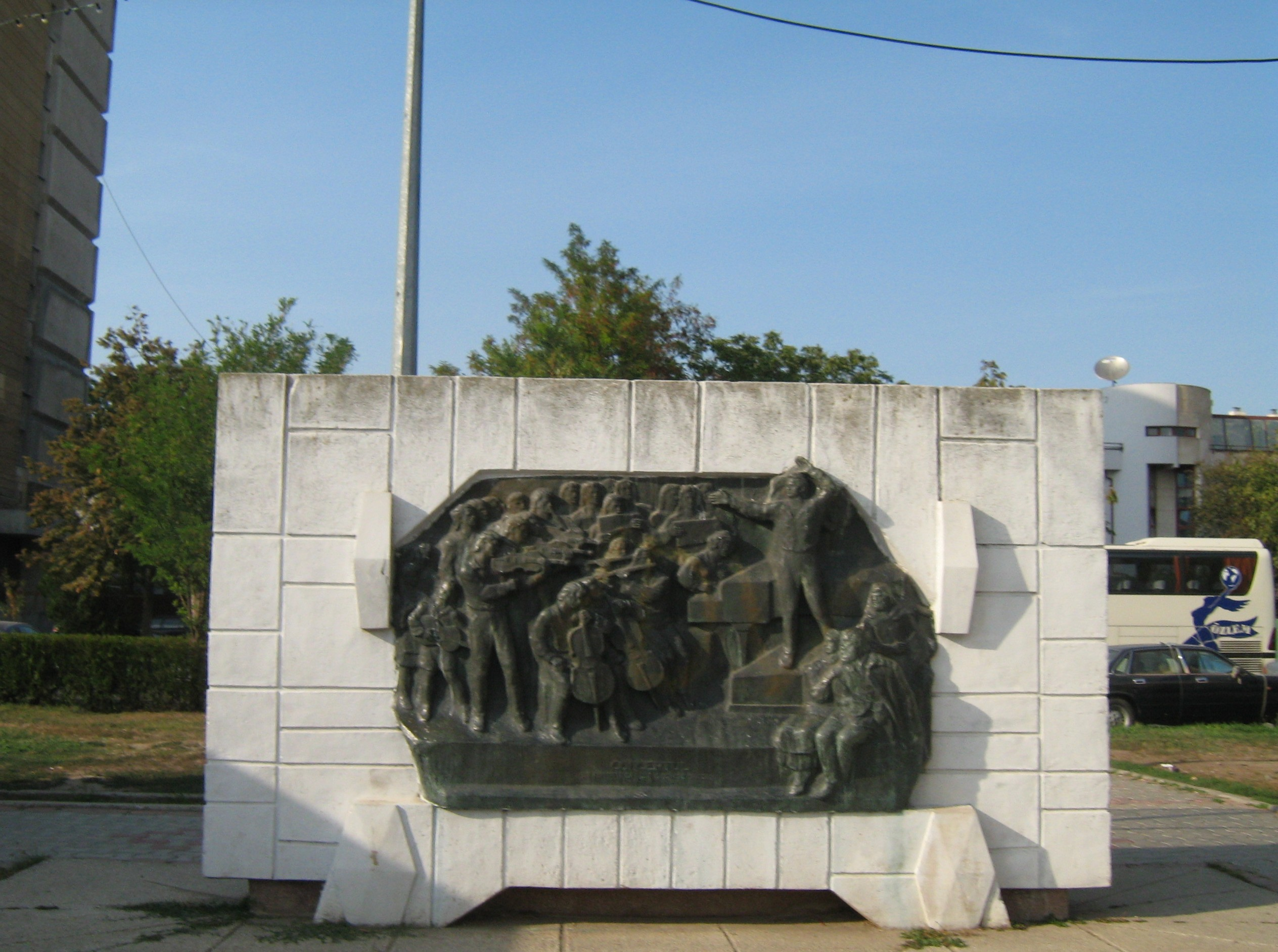
Basorelieful „Concertul”

.